# 切諾耶湖
56°32′37″N 29°31′34″E / 56.54361°N 29.52611°E
切諾耶湖（俄语：Ченое），是俄羅斯的湖泊，位於該國西北部，由普斯科夫州負責管轄，處於普斯托什卡區，面積1.3平方公里，集水區面積874平方公里，平均水深8米，最大水深25米。